# 沃讷-罗马内
沃讷-罗马内（法語：Vosne-Romanée，法語發音：[von ʁɔmane]）是法国科多尔省的一个市镇，位于该省东南部，属于博讷区。

## 地理
沃讷-罗马内（47°9'34"N, 4°57'14"E）面积3.69 平方千米，位于法国勃艮第-弗朗什-孔泰大區科多尔省，该省份为法国中东部省份，北起奥布省，西接涅夫勒省和约讷省，南至索恩-卢瓦尔省，东南接汝拉省，东临上索恩省，东北部与上马恩省接壤。
与沃讷-罗马内接壤的市镇（或旧市镇、城区）包括：武若、邦库尔勒布瓦、弗拉热-埃谢佐、尼伊圣乔治。

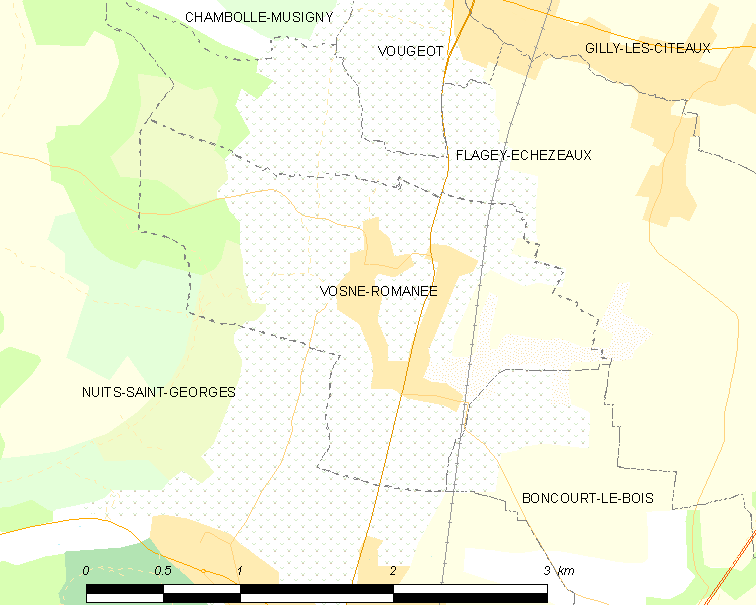
沃讷-罗马内的OSM定位图

沃讷-罗马内的时区为UTC+01:00、UTC+02:00（夏令时）。

## 行政
沃讷-罗马内的邮政编码为21700，INSEE市镇编码为21714。

## 政治
沃讷-罗马内所属的省级选区为尼伊圣乔治县。

## 人口

1962-2008年间沃讷-罗马内人口变化图示

沃讷-罗马内于2022年1月1日时的人口数量为341人。